# 神田伯山 (6代目)
六代目 神田 伯山（ろくだいめ かんだ はくざん、1983年6月4日 - ）は、日本の講談師・ラジオパーソナリティ・YouTuber。日本講談協会および落語芸術協会所属。前名∶神田 松之丞、本名∶古舘 克彦。紋は「三ツ鐶」。
2020年2月11日を以て講談の大名跡である神田伯山を6代目として襲名。二ツ目時代から独演会では定員数百人の会場を満員にするなど新進気鋭の講談師として注目を浴びている。

## 来歴
- 東京都豊島区池袋出身[8][9]。血液型A型[5]。豊島区立池袋第三小学校[10]、豊島区立道和中学校（現豊島区立西池袋中学校）、私立聖学院高等学校[11][9][12]、武蔵大学経済学部経営学科卒業[13][14]。
- 2007年11月、三代目神田松鯉に入門[4][5][9]。
- 2012年、二ツ目昇進[15][4][5]。
- 2015年10月、浅草演芸ホールで行われた「読売杯争奪 激突！二ツ目バトル」で優勝[16][5]。
- 2016年、新宿末廣亭の席亭の推薦で、真打への昇進が落語芸術協会の理事会の議題に挙がったが、否決された[7]。
- 2017年、平成28年度花形演芸大賞銀賞受賞[4][5]。
- 2018年、第35回浅草芸能大賞新人賞受賞[17]。同年12月に行われた落語芸術協会の理事会で、2020年2月中席より真打に昇進することが承認された[18]。芸協の香盤で落語家を9人を追い抜く抜擢昇進となるが、芸協は、落語と講談の香盤は別物と判断した[18]。芸協では長らく会長であった桂歌丸が抜擢真打に否定的な考えを持っており、その意志に従って、講談師としては順番を守る形での昇進となる[18]。芸協での真打抜擢昇進は春風亭昇太以来27年ぶりとなる[19]。
- 2019年、平成30年度花形演芸大賞金賞受賞[20][21]。
- 2020年2月11日を以て真打に昇進するとともに、同日新宿末廣亭での襲名披露興行より6代目神田伯山を襲名した[6][22]。襲名披露興行は2月11日から新宿末廣亭を皮切りに東京都内の5箇所の演芸場で行われる予定だったが[23]、続く浅草演芸ホール、池袋演芸場の興行で終了。3月11日 - 20日に予定されていた国立演芸場での興行、4月1日に予定されていたお江戸上野広小路亭、日本講談協会主催で4月17日に開催予定だった新宿永谷ホールでの興行は、新型コロナウイルスの感染拡大防止のため開催が中止された[24]。
- 2021年
  - 3月29日、令和2年度花形演芸大賞で金賞を受賞[25]。
  - 11月12日、一番弟子に元役者が入門したことを「問わず語りの神田伯山」で報告。梅之丞と名付けた。
- 2022年
  - 3月29日　令和3年度花形演芸大賞金賞受賞[26][27]。
  - 4月、二番弟子が入門、6月10日放送の「問わず語りの神田伯山」で青之丞と名付けたことを報告。
- 2023年
  - 1月頃に三番弟子が入門、3月17日放送の「問わず語りの神田伯山」で若之丞と名付けたことを報告。
  - 3月 令和4年度花形演芸大賞大賞受賞[28]
- 2024年
  - 11月　第41回浅草芸能大賞 奨励賞[29]

6代目伯山は自身の真打昇進及び襲名に伴って講談界の名跡である桃川如燕、神田五山、桃川三燕、桃川燕玉、桃川桂玉、柴田南玉、桃川燕国、神田松山、神田伯鯉を預かっていることを報告している。

## 芸歴
- 2007年11月∶三代目神田松鯉に入門、「松之丞」を名乗る。
- 2012年6月∶二ツ目昇進。
- 2020年2月∶真打昇進、六代目神田伯山を襲名。

## 人物

### 芸に関すること
- 高校2年生のときにラジオで偶然、6代目三遊亭圓生の御神酒徳利を聞き、感銘を受ける[31][32]。
- 高校卒業後の浪人生時代に所沢市で行われた立川談志独演会の高座を見て、立川談志のファンになる[33][34]。以降、談志の追っかけとなり、のちに講談師になることにした[34]。
- 大学時代、6代目神田伯龍の『村井長庵・雨夜の裏田圃』を聞き[35]、衝撃を受ける[36]。
- 神田松鯉に入門を認めて貰えるよう、大師匠2代目神田山陽の命日10月30日に入門を志願した[37][14][38]。
- 入門を許された2007年11月に、末廣亭で「神田松之丞」と命名された[39]。「赤穂義士伝」をこよなく愛する師匠・松鯉が、重要登場人物大石主税の幼名にちなんでつけた。伯山（松之丞）は、義士伝について（自身にも複数の持ちネタがあるものの）「今の世の中にそれだけのニーズがあるとは思えない」「『徳川天一坊』や『天保六花撰』などのほうがまだ魅力的で、連続物としてやる価値がある」と発言している[40]。
- 最初に師匠から稽古を付けられた『三方ヶ原軍記』[41]は覚えるまでに2か月ほどを要したが、次の『鉢の木』は没頭して1週間で覚え[42]、師匠の松鯉から「お前は将来名人になる」と言われた[42][36]。
- 師匠方の着物が畳めないなど、前座仕事には向いていなかった[43][38]。
- 一話完結の「端物」と呼ばれる読み物よりも、連続物を重視している[44]。これは師匠の神田松鯉の考え方を受け継いだものである[44][45]。持ちネタの連続物『畔倉重四郎』には客席と一体感があるとしている。
- 松之丞時代は「事務所に入っていいことなんて一つもない」と考えて特定の芸能事務所には所属しておらず、自らがスケジュール管理を行っていた[46]。
- 落語芸術協会の二つ目11人で結成されたユニット「成金」に、講談師としては唯一所属している[注釈 1][47][48]。
- プロレスを好む[49]。プロレスを扱った新作講談『グレーゾーン』を創作し、演じていた[49][50]。2021年1月4日の新日本プロレス東京ドーム大会でCS生中継で副音声ゲスト。そこの話で、かつての実況アナ、古舘伊知郎とは遠縁だと語った。
- 伯山は松之丞時代も含めて過去にアニメ作品の声優を経験しているが、同じ話術を主とした芸ではあるものの、講談と声優とではそれぞれ異なる演技を要求され、声優の仕事に関しては声だけで120%の演技をしなければいけない上に、アニメに合わせてリッピングをする事も含め難しいと述べている。この事から伯山は声優に就いている者に一定のリスペクトがある事を明かしている[51][52]。
- 趣味は落語を聞くこと[5]。
- 新宿末廣亭（2020年2月中席）での真打昇進襲名披露興行でのゲスト（高座＋口上）は以下のとおり。

| 出演日  | ゲスト                       | 参考                                                         |
| ------- | ---------------------------- | ------------------------------------------------------------ |
| 2月11日 | 毒蝮三太夫                   | 黒紋付きで口上に並んだ。なお、椅子を使用している。           |
| 2月12日 | 笑福亭鶴瓶                   |                                                              |
| 2月13日 | 三遊亭好楽                   |                                                              |
| 2月14日 | 6代目 三遊亭円楽             | 落語芸術協会客員。                                           |
| 2月15日 | 爆笑問題（太田光・田中裕二） | 二人とも黒紋付きで口上に並んだ。                             |
| 2月16日 | 8代目 一龍斎貞山             | 翌2021年5月に死去したため、生前最後の末廣亭出演となった。    |
| 2月17日 | 高田文夫・松村邦洋           | 共に口上には並んでいない。この日口上に並んだのは三遊亭萬橘。 |
| 2月18日 | 桂文珍                       |                                                              |
| 2月19日 | 立川志らく                   |                                                              |
| 2月20日 | 6代目 桂文枝                 |                                                              |

- 年数回、新宿末廣亭などで主任興行を受け持つことが多くなったが、その際に落語の定席寄席としては縁が薄かった色物芸人などをゲストとして積極的に顔付けを行っている。
  - 浪曲では、既に2019年に玉川太福が春風亭昇太の内輪として門下に入り、落語芸術協会にも加入しており同協会の定席興行にも出演していたが、太福と同じく日本浪曲協会所属で、伯山との交流のあった玉川奈々福、国本はる乃が2022年12月に、三代目広沢菊春が2023年7月に芸協の伯山主任の興行に初めて顔付けされた。以降は伯山主任の興行に顔付けされることが多くなり、これが契機となり2024年5月から3名とも落語芸術協会の正会員として入会し、所属となった浪曲師は芸種も「浪曲」として色物枠から独立する形で香盤が設定されている。
  - 新たなジャンルともいえる「実況芸」としては、親交のあるフリーアナウンサーの清野茂樹が、2024年7月下席の新宿末廣亭の伯山主任の興行に初めて顔付けされ、以降は伯山主任の興行に不定期ながら顔付けされている。
  - 文楽（浄瑠璃）としては、六代目竹本織太夫が、2024年12月中席の新宿末廣亭の伯山主任の興行に初めて顔付けされた。伯山と織太夫の由縁は天保から明治にかけて活躍した二代目竹本織太夫と二代目神田伯山まで遡り、二代目織太夫が約140年前の1883年9月に死去した際、その追善興行に二代目伯山が出演したことが伝わっている[53]。

### 人物
- 父親の転勤で、2歳の頃からブラジルに3年ほど暮らしていた[54]。伯山が10歳のときに亡くなった[55]。
- 中学生時代に一時勃起不全になり、死を意識するほど悩んでいた時期があったが、現在は「コンプレックスも芸になる」として自ら笑いのネタとして語ることがある[56]。EDを経験した縁でテレビアニメ『はたらく細胞BLACK』のBDとDVDに収録されたオーディオコメンタリーとしてゲスト出演している[57]。
- 2016年に川崎理沙と結婚。川崎は再婚[58]。1981年兵庫県生まれ[59]、国際基督教大学卒業[60]。池袋演芸場勤務[61]、リクルートで営業職を半年勤めたのち転職。「VOGUE」「GQ」の編集者を経て、2010年より『いたちや[62]』名義で五街道雲助などの落語会プロデューサーとして活動[63]。伯山襲名後はマネージメント及びプロデュースを手掛ける『冬夏株式会社』を立ち上げ、スケジュールの管理及びYouTubeチャンネル『神田伯山ティービィー』のプロデュースを担当している[64][65]。
- 2018年9月、第一子が誕生。妻の「性別は子供が自ら決めること」の考えもあり、子供の性別は公表していない[66]。
- 好きな本は「スラムダンク」、「1984年のUWF」。好きな映画は「リリイ・シュシュのすべて」、「海がきこえる」[67]。
- 曽祖父の古舘清太郎は現在の佐賀県唐津市出身の翻訳家で、日本初のトルストイ全集を出版した人物。徳富蘆花とも交流があり、直木三十五や西條八十、坪田譲治、鷲尾雨工らは早稲田大学の同期。神田豊穂とともに春秋社を創立した。
- ストリップのファンで、妻と共に武藤つぐみのファンであり、週刊プレイボーイ対談で弘中綾香[68]や、ラジオ番組を通じて親交を深めたアンジェリーナ1/3らに推薦した[69]。
- 高祖父（清太郎の妻の父）の福岡庄太郎は前田光世と同時期に南米で柔術を広め、「パラグアイの英雄」と称された。伯山の父もブラジルへ転勤した際現地で柔道を教えており、このとき生まれた克彦（伯山）の名前も柔道家・柏崎克彦に由来する[70]。父は伯山が10歳の頃に亡くなっている[54]。
- 歌人の森本平は高校時代の恩師。万葉学者の森本治吉の孫で歌人一家に育ったが、意図的に過激な短歌を作り異端児であろうとした彼のスタンスに、強い影響を受けた[71]。短歌ムック「ねむらない樹」（書肆侃侃房）でも対談している。
- 将棋棋士の渡辺明は聖学院高等学校の1学年後輩。2020年7月に行われた第78期名人戦第4局[72]を見学している[73]。「将棋世界」でも対談している[12]。
- 先述の子供の性別を非公表にするのは妻の意向ともあるように恐妻家として妻を語ることもある[74]。

### ラジオに関すること
- TBSラジオでパーソナリティを務める『神田松之丞 問わず語りの松之丞→問わず語りの神田伯山』は業界内の評価が高く、高田文夫、笑福亭鶴瓶、スタジオジブリの鈴木敏夫、爆笑問題の太田光なども評価している[75]。ラジオを聴いた医療関係者のオファーで講談につながった[75]。
- 伊集院光、ナインティナイン、宮川賢のラジオのヘビーリスナーで、「大人の本音が聴けるラジオというメディアが好き」だと語っている[75][76]。伊集院とは2回共演した。伊集院は、伯山が「伊集院さんに憧れてます」のスタンスで一方的に質問することについて、「面倒くさい」「こっちが得をしない」と自身のラジオ番組で語り、共演不可としている[77]。のちに伊集院は共演不可の理由について、雑誌の対談で伊集院と渡辺雅史との関係を語った内容をオフレコにしてほしいと頼んだにも関わらず、『問わず語り』内で伊集院の許可なく話し続けたため、伊集院が「ルール違反」と激怒したことを明かしている[78]。伯山は「確認したんですけど、オフレコで、とか、カットしてくれとは一切言われてない」と自身のラジオ番組で否定している。（『問わず語りの神田伯山』2020年9月11日「笑い屋ピンチヒッター、東海林靖（FM畑・週末ノオトD）はちゃんと笑えるのか？」13分7秒 - ）[79]
- Gacharic Spinのマイクパフォーマーであるアンジェリーナ1/3（以下、アンジー）とはラジオ番組を通じで親交を深め、互いに兄妹として呼び合っている[80]。伯山が2022年4月に新型コロナに感染した際にも『問わず語り』の代役をアンジーに依頼し[81]、これがのちに彼女のMC番組である『アンジェリーナ1/3 夢は口に出せば叶う!!』の放送開始にもつながっている。

## 出囃子
- 猩々くずし（2007年 - 2020年）
- 勧進帳滝流し（2020年 - ）

## 持ちネタ
主な持ちネタは以下の通り。

### 古典
- 寛永宮本武蔵伝 全17話
- 畔倉重四郎 全19話
- 天保水滸伝 全7話
- 村井長庵 全12話
- 天明白浪伝 全10話
- 慶安太平記 全19話
- 徳川天一坊 全20話
- 寛政力士伝より「雷電の初土俵」「谷風の情け相撲」
- 源平盛衰記より「扇の的」
- 源平盛衰記より「青葉の笛」
- 難波戦記より「真田の入場」
- 難波戦記より「本多出雲守の討死」
- 寛永三馬術より「曲垣と度々平」
- 笹野名槍伝より「海賊退治」
- 三家三勇士より「和田平助」
- 黒田武士
- 名月若松城
- 赤穂義士銘々伝より「赤垣源蔵徳利の別れ」
- 赤穂義士銘々伝より「勝田新左衛門」
- 赤穂義士銘々伝より「安兵衛駆け付け」
- 赤穂義士銘々伝より「安兵衛婿入り」
- 赤穂義士銘々伝より「幽霊退治」
- 赤穂義士外伝より「荒川十太夫」
- 赤穂義士銘々伝より「大高源吾」
- 赤穂義士銘々伝より「神崎の詫び証文」
- 赤穂義士本伝より「南部坂雪の別れ」
- 赤穂義士外伝より「天野屋利兵衛」
- 赤穂義士外伝より「忠僕元助」
- 赤穂義士本伝より「大石東下り」
- 赤穂義士外伝より「鍔屋宗伴」
- 三方ヶ原軍記
- 真景累ケ淵より「宗悦殺し」
- 吉原百人斬りより「お紺殺し」
- 小幡小平次
- 乳房榎
- 鍋島の猫騒動
- 番町皿屋敷
- 怪談牡丹燈籠より「お札はがし」
- 幡随院長兵衛より「芝居の喧嘩」
- 浪速侠客伝より「違袖の音吉」
- 淀五郎
- 中村仲蔵
- 小猿七之助
- 鼓ヶ滝
- 万両婿
- 人情匙加減
- 三方一両損
- 大名花屋
- 荒大名の茶の湯
- 阿武松

### 新作
- 「桑原さん」
- 「トメ」
- 「しゅうまい」
- 「グレーゾーン」
- 「腹話術」
- 「フィナステリドとミノキシジル」
- 「白がってん」
- 「黒がってん」

## 作品

### 書籍
- 神田松之丞、聞き手 杉江松恋『絶滅危惧職、講談師を生きる』新潮社、2017年10月。ISBN 978-4103512912。
- 神田松之丞『神田松之丞 講談入門』河出書房新社、2018年7月。ISBN 978-4309279589。
- Pen＋【完全保存版】 1冊まるごと、神田松之丞   CCCメディアハウス 、2018年10月。
- Pen Books１冊丸ごと、松之丞改め六代目神田伯山　CCCメディアハウス、2020年2月。

#### 連載
- 講談放浪記（群像、2022年1月号 - 2022年11月号）[84][85]

#### 講談えほんシリーズ
- 『講談えほん 宮本武蔵 山田真龍軒』（作・石崎洋司、飯野和好）講談社、2019年11月28日発売。ISBN 978-4065177105。 - 講談監修
- 『講談えほん 西行 鼓ヶ滝』（作・山村浩二、石崎洋司）講談社、2019年11月28日発売。ISBN 978-4065179680。 - 講談監修
- 『講談えほん 大岡越前 しばられ地蔵』（作・石崎洋司、北村裕花）講談社、2019年11月28日発売。ISBN 978-4065172162。 - 講談監修

#### 解説
- 『桂馬の高跳び －坊っちゃん講釈師一代記』（神田山陽（2代目）著）、中公文庫、2020年12月25日発売。ISBN 9784122070028　＊文庫帯に伯山の推薦文・写真有。

#### その他
- 『現代用語の基礎知識 2020年版」（自由国民社、2019年11月）- 表紙イラストに登場。

### 漫画
- 『修羅場の人』久世番子（モーニング 2020年 No.14） - 講談監修、読み切り作品
- 『ひらばのひと』久世番子（月刊モーニングtwo 2020年11月号 - 連載中） - 講談監修

### CD
- 『松之丞 講談 －シブラク名演集－』（ソニー・ミュージックダイレクト、2017年6月28日発売[86]） - B072Q2KZD6

1. 荒川十太夫 2016年10月14日 渋谷らくご収録
2. 天明白浪伝～金棒お鉄 2017年2月11日 渋谷らくご収録
3. 天明白浪伝～首無し事件 2016年10月16日 渋谷らくご収録
4. 松之丞ひとり語り 2017年5月15日 ソニーミュージック乃木坂スタジオ収録

- 『松之丞ひとり〜名演集〜』（SPACE SHOWER MUSIC、2017年9月6日発売） - B073DMTMMJ

1. 慶安太平記・宇津谷峠 2016年9月20日 東京芸術劇場シアターウエスト収録
2. 松之丞CD解説 2017年5月26日 なかのZERO小ホール 本公演前に収録
3. 慶安太平記・箱根の惨劇 2016年9月20日 東京芸術劇場シアターウエスト収録
4. 村井長庵・雨夜の裏田圃 2017年3月2日 日本橋社会教育会館収録

- 『最後の松之丞』（ユニバーサルミュージック、2020年1月29日発売） - YBCR-1012/3

1. 鮫講釈 2019年11月8日 神奈川県民ホール収録
2. 汐留の蜆売り 2019年11月8日 神奈川県民ホール収録
3. 小幡小平次 2018年7月26日 博品館劇場収録
4. 松之丞CD解説 2019年11月16日 習志野文化ホール収録

### DVD
- 『新世紀講談大全 神田松之丞』（クエスト、2015年4月） - 収録演目：違袖の音吉、鹿島の棒祭り、グレーゾーン

## 出演

### テレビ
現在のレギュラー出演
- 神田伯山の“真”日本プロレス（CSテレ朝チャンネル2）
  - シーズン1：2021年2月20日 - 8月21日 全7回
  - シーズン2：2022年4月16日 - 9月24日 全6回

不定期放送
- 神田伯山のこれがわが社の黒歴史（2021年3月19日、NHK BSプレミアム[87] / 2021年11月23日、NHK総合[88] / 2022年8月9日、NHK総合[89] / 2023年7月5日 - 9月20日、NHK総合）

過去のレギュラー出演
- 伯山カレンの反省だ!!（2019年4月6日 - 2021年3月20日、テレビ朝日）
- お願い!ランキング『太田伯山 〜悩みに答えない毒舌相談室〜』→『太田伯山ウイカのはなつまみ』（2019年7月4日 - 2021年9月22日、テレビ朝日）
- まさかのルールはなぜできた!? 作画プレゼン!刺さルール → 爆問×伯山の刺さルール!（2021年9月29日 - 2023年9月20日、テレビ朝日）

レギュラー以外
- トーキングフルーツ（2017年3月7日、フジテレビ） - 出演：古舘伊知郎、古舘寛治、神田松之丞
- SWITCHインタビュー 達人達（たち）（2017年10月7日、NHK Eテレ） - 出演：神田松之丞、いとうせいこう
- 世界制服 セカイセイフク（2017年9月4日・11日・2018年8月20日・27日、NHK Eテレ） - カポレオン 役[注釈 2]
- 笑点（日本テレビ）
  - 2017年11月26日 - 演芸コーナーに出演 演目は『和田平助』
  - 2019年7月7日 - 演芸コーナーに出演 演目は『扇の的』
  - 2020年2月9日 - 演芸コーナーに出演 演目は『雷電の初土俵』※ 神田松之丞としての最後の出演
- ENGEIグランドスラム（2018年4月7日、フジテレビ）演目は『寛永宮本武蔵伝』より『山田真龍軒』
- 滝沢カレンのわかるまで教えてください!（2019年1月2日、テレビ東京）- 出演：神田松之丞、滝沢カレン、矢作兼（おぎやはぎ）、小峠英二（バイきんぐ）
- この人に逢わせて喜ばせたい!逢喜利（2019年2月5日、中京テレビ / 2月7日、日本テレビ）
- グレーテルのかまど（2019年4月8日、NHK Eテレ）- 白玉クリームあんみつを紹介
- 徹子の部屋（2019年9月20日、テレビ朝日）
- 情熱大陸（2020年2月16日、TBS）
- ファミリーヒストリー（2020年4月27日、NHK総合）
- ワールドプロレスリングLIVE2021 レッスルキングダム15 in東京ドーム（2021年1月4日、CSテレ朝チャンネル）- 副音声ゲスト
- ボクらの時代　神田伯山×瀧川鯉斗×中田敦彦（2021年1月17日、フジテレビ）
- 『アナザースカイ』（2021年2月12日、日本テレビ）
- お笑い実力刃（2021年6月2日、テレビ朝日）
- 『カーネクスト 2023 WORLD BASEBALL CLASSIC 強化試合』ナレーション (2023年2月～3月、テレビ朝日）

### テレビドラマ
- 鳴門秘帖（2018年4月20日 - 6月22日、NHK BSプレミアム） - 語り[90]
- 令和元年版 怪談牡丹燈籠（2019年10月6日 - 27日、NHK BSプレミアム） - 語り[91]
- 青天を衝け（2021年11月28日、NHK）- 二代目神田伯山 役[92]
- アトムの童（2022年10月16日 - 12月11日、TBS） - ナレーション

### テレビアニメ
- ひそねとまそたん（2018年4月 - 6月、TOKYO MX・BSフジほか） - まそたん 役[93][注釈 2]

### 劇場アニメ
- クラユカバ - 主人公・荘太郎 役[94]。

### 映画
- 未来のミライ（2018年7月20日公開、東宝） - 東京駅遺失物受付センターのロボット 役
- アントニオ猪木をさがして（2023年10月6日公開、ギャガ）[95]

### ラジオ
- 神田松之丞 ひとり語りの一時間（2017年3月28日、TBSラジオ）[96]
- 問わず語りの神田伯山（2017年4月2日 - 、TBSラジオ）
- ジェーン・スー 生活は踊る（2018年4月26日、TBSラジオ）※メインパーソナリティのジェーン・スーのピンチヒッター）
- LIFESTYLE COLLEGE（2018年8月12日、J-WAVE） ゲスト[97]
- 神田松之丞がいざなう忠臣蔵の世界（2018年12月30日、NHKラジオ第1）[98]
- ラジオ深夜便（2019年1月2日、NHKラジオ第1）新春インタビュー「もっと上をめざして」
- 神田松之丞がいざなう怪談の世界（2019年8月19日、NHKラジオ第1）
- 伯山ラジオ寄席 太田光×神田伯山 この噺を聴け（2020年4月19日、TBSラジオ）
- 江戸ラヂオ（2020年8月13日・2021年1月2日、NHKラジオ第1 / 2020年8月14日・2021年1月3日、NHK-FM）
- 神田伯山とホラン千秋の生放送!（2020年12月26日、文化放送）
- 北方謙三原作 ネオラジオドラマ 三国志（2021年10月3日 - 、文化放送）ナレーション
- 神田伯山のオールナイトニッポン（2023年9月13日、ニッポン放送）

### Web
- 風雲!たけし城（2023年4月21日 - 、Amazon Prime Video） - ナレーション
- 忍者戦隊カクレンジャー 第三部・中年奮闘編（2024年8月4日、東映特撮ファンクラブ） - 講釈師 役[99]

### CM
- 妖怪三国志 国盗りウォーズ（2019年1月）
- 第一三共ヘルスケア「ブレスラボ」（2019年3月） - ナレーション[100]
- フォルクスワーゲングループジャパン（2019年4月）
- ブルボン「羽衣あられ」（2020年1月）
- サントリー GREEN DA・KA・RA やさしい麦茶 濃縮タイプ「こんなときこそ」篇（2020年5月） - ナレーションを担当[101]。
- つきじ入船（2021年）
- はなまる 車買取（2022年1月24日 - 3月31日） - ラジオCM[102]
- マイケア「一望百景」

### その他
- 岐阜関ケ原古戦場記念館 1階映像展示 (2021年10月21日 - )[103]

## 弟子

### 前座
- 神田梅之丞
- 神田青之丞
- 神田若之丞